# Cybrid
Cybrid, též cytoplazmatický hybrid, je eukaryotní hybrid, který vzniká fúzí cytoplazem dvou buněk, přičemž ale nedochází k fúzi jader. Tyto cytoplazmatické hybridy se využívají v biotechnologiích.